# 喜蓮福星
喜蓮福星（英語：Helene Mascot、來港前名稱：Salford Mill）是香港及英國的競賽馬匹，累積獎金為15,832,610港元。練馬師是告東尼。主要勝出賽事包括香港經典一哩賽及香港打吡大賽。父系是凱旋門大賽冠軍名畫家。

## 賽事生涯

### 英國
Salford Mill在2006年12月在嶺飛馬場的處女馬賽出戰，奪得一亞，2007年1月6日於該馬場的2000米比賽取得處子勝利，然後轉戰草地比賽。4月19日出戰費爾頓錦標，僅於短馬頭位負於對手5月5日，在新市場馬場贏得表列賽新市場錦標，獲葉森打吡出賽資格。6月2日出戰葉森馬場的葉森打吡，留守後方，到最後數百米開始發力，但發力反應一般，與主馬群一起過終點，得一席第六
。然後出戰三歲馬賽事英皇愛德華七世錦標及一場條件讓磅賽無功而還，然後在三級賽凱旋門預賽奪得殿軍，Salford Mill被運往香港比賽。

### 香港

#### 2007-08年馬季
喜蓮福星在香港交由告東尼訓練。喜蓮福星立即被安排參戰級際賽，香港經典一哩賽，比賽中保持居中位置，終點前超過龍的風采順利勝出。然後繼續參戰四歲馬賽事香港打吡預賽，比賽前曾傳出問題，有可能因為腳患退出比賽。比賽時拒絕穩定走勢，跑出來搶口，負於綠色駿威奪亞軍。在預賽取得亞軍，當然亦取得香港打吡大賽參賽資格，比賽留守有利位置，最後直路受到了喜聚寶的挑戰，與喜聚寶爭持不下，幾乎被喜聚寶超越，不過喜蓮福星仍有餘力支持到終點，最後以大熱姿態奪冠。4月27日出戰愛彼錶女皇盃，可惜到直路時未能發揮打吡時的後勁，僅得第八。

#### 2008-09年馬季
喜蓮福星受到傷患影響(喘鳴症)，原定出戰沙田錦標，但因為試閘不理想，休息一段長時間，期間進行過兩次手術，到季尾再次出賽，出戰2009年7月1日舉行的沙田一哩錦標，仍受到相當的追捧，一路跟著前領馬，在直路急速墮退，包尾而回。

#### 2009-10年馬季
喜蓮福星第一場比賽是1班1400米賽事廣東讓賽盃跑獲第八名。接著出戰沙田錦標，並未發揮出以前的水準，包尾而回，並在兩個月後宣布退役。

## 詳細賽績
| 日期       | 馬場   | 距離     | 級別 | 賽事名稱            | 負重 | 騎師   | 出馬 | 名次 | 時間     | 與頭馬距離 | 冠軍（亞軍）  |
| ---------- | ------ | -------- | ---- | ------------------- | ---- | ------ | ---- | ---- | -------- | ---------- | ------------- |
| 19/12/2006 | 嶺飛   | 膠沙8f   |      | 2歲馬處女馬賽       | 126  | 何富達 | 11   | 2    | (1:37.4) | 2.5        | Grade Cainman |
| 6/1/2007   | 嶺飛   | 膠沙10f  |      | 3歲馬處女馬賽       | 126  | 何富達 | 8    | 1    | 2:13.2   | 2          | (Jocheski)    |
| 18/4/2007  | 新市場 | 草9f     | L    | 費爾頓錦標          | 125  | 戴勤   | 8    | 2    | (1:49.7) | 馬頭       | Petara Bay    |
| 5/5/2007   | 新市場 | 草10f    | L    | 新市場錦標          | 124  | 麥維凱 | 6    | 1    | 2:03.1   | 1.3        | 墨國名城      |
| 2/6/2007   | 葉森   | 草12f10y | G1   | 葉森打吡            | 126  | 戴勤   | 17   | 6    | (2:34.7) | 8.8        | 授權          |
| 22/6/2007  | 雅士谷 | 草12f    | G2   | 英皇愛德華七世錦標  | 124  | 戴勤   | 9    | 7    | (2:37.1) | 8.8        | Boscobel      |
| 13/9/2007  | 雅士谷 | 草10f60y |      | 3-5歲馬條件讓磅賽   | 129  | 戴勤   | 7    | 3    | (2:06.0) | 3.8        | Kirkless      |
| 21/9/2007  | 紐伯利 | 草11f5y  | G3   | 凱旋門預賽          | 122  | 昆爾   | 6    | 4    | (2:18.1) | 1.5        | 希臘古城      |
| 20/1/2008  | 沙田   | 草1600   | HKG1 | 香港經典一哩賽      | 126  | 高雅志 | 14   | 1    | 1:34.3   | 頸位       | 龍的風采      |
| 17/2/2008  | 沙田   | 草1800   | HKG2 | 香港打吡預賽        | 126  | 高雅志 | 14   | 2    | 1:48.7   | 3/4        | 綠色駿威      |
| 16/3/2008  | 沙田   | 草2000   | HKG1 | 香港打吡大賽        | 126  | 高雅志 | 13   | 1    | 2:01.3   | 頸位       | 喜聚寶        |
| 27/4/2008  | 沙田   | 草2000   | G1   | 愛彼錶女皇盃        | 126  | 高雅志 | 11   | 8    | 2:01.7   | 5 1/2      | 雕塑家        |
| 1/7/2009   | 沙田   | 草1600   |      | 沙田一哩錦標（1班） | 126  | 蔡明紹 | 14   | 14   | 1:36.44  | 9-3/4      | 喜聚寶        |
| 20/9/2009  | 沙田   | 草1400   |      | 廣東讓賽盃（1班）   | 132  | 潘頓   | 11   | 8    | 1:22.35  | 5-1/4      | 確叻迅        |
| 25/10/2009 | 沙田   | 草1600   | HKG3 | 沙田錦標            | 110  | 蔡明紹 | 14   | 14   | 1:36.15  | 9-1/4      | 包裝大師      |

- 英國賽馬官方賽程使用化郎為量度單位，1化郎約200米。
- 時間的括號為冠軍馬匹時間。
- 部份參戰馬匹無中文譯名。

## 外部連結
- 香港賽馬會（页面存档备份，存于）